# HJ중공업
HJ중공업(HJSC, 영어: HJ Shipbuilding & Construction)은 대한민국의 조선업체이자 건설업체이다.
본사는 부산광역시 영도구 태종로 233 (봉래동5가)에 있고 지사는 서울특별시 용산구 한강대로71길 4 (갈월동)에 있으며, 주요품목으로는 컨테이너선, LNG선, RO-RO선, 화학제품운반선, 케이블선, 제철설비, 물류설비, 철구조물 등이 있으며, 아파트브랜드는 해모로가 있다.
한국 방위사업청의 해군 함정 건조 수주를 하는 등 해군 함정 수주에 특화되어 있다.

## 역사
조선부문은 1937년에 설립되었으며(당시 조선중공업), 부산광역시 영도구 태종로 233 (봉래동5가)에 위치한 영도조선소는 대한민국에서 가장 오래된 조선소다. 1989년 대한조선공사를 불하받아 인수하였다. 영도조선소 뿐 아니라 2007년 12월 필리핀 수빅만 경제자유구역에 70만평에 달하는 조선소를 건설해 현재 두개의 조선소를 운영하고 있다. HJ중공업 수빅조선소는 2014년 상반기에 수주잔량 10위(175만7천CGT)를 기록하였다.
한편 건설부문은 1967년 대한준설공사와 1968년 한일개발이 모체이며, 1992년부터 2001년까지 인천국제공항 건설에도 참여하였으며, 영종대교도 건설하였다. 아파트 부문은 2006년부터 '해모로'라는 브랜드로 건설되고 있다.
2021년 12월에 한진중공업홀딩스와의 '한진중공업' 사명에 대한 상표권 계약이 만료되어 'HJ중공업'으로 사명을 변경하였다. 이에 따라 새로운 C.I.를 발표 새로운 글로벌 기업으로 도약하겠다는 각오를 밝혔다.

## 시위
2010년 12월 15일 경영 악화를 이유로 한진중공업 측이 조선부문 생산직 근로자 400명을 희망퇴직시키기로 결정한 것에 노조가 반발하여 12월 28일부터 "정리해고 전면 철회"를 주장하며 나흘간 농성을 벌였으며, 2011년 1월 6일부터 HJ중공업 내의 85호 크레인에서 고공농성에 들어갔다. 그럼에도 한진중공업 측이 입장을 고수하자 2월 14일 17호 크레인에서도 고공농성을 하였다가 5월 13일 기자회견을 통해 고공시위 종료를 밝히기도 하였다.

## 본점 및 지점 현황
- 본점 : 부산광역시 영도구 태종로 233 (봉래동5가)
- 건설지점 : 서울특별시 용산구 한강대로71길 4 (갈월동, 남영빌딩)
- 마닐라지점 : 필리핀 마닐라시 타귁시티 노스 포니파시오 글로벌 시티 유니버시티 파크웨이 1128

## 경영
2023년 영업손실이 1천억에 달하여 적자 전환하였으며미 함정 유지·정비·보수(MRO) 사업 진출에 필요한 함정정비협약(MSRA) 체결을 준비중에 있다.

## 같이 보기
- 대한민국의 경제
- 대한조선공사
- 한진해운
- 대한항공